# Моштауши
Мошта́уши (чув. Мăштавăш) — деревня в Чебоксарском районе Чувашской Республики в составе Абашевского сельского поселения.

## Название
Деревня получила название по имени реки, на которой расположена. 

Краевед И. С. Дубанов, ссылаясь на «Словарь чувашского языка» Н. И. Ашмарина, отмечает: 

Мӑшт — подражание умолканью. Пурте мӑштах тӑраҫҫӗ. Мӑшт пулчӗ. «Замолчал недовольный» (Ашмарин, VIII, 329).— Географические названия Чувашской Республики

### Прежние названия
Выселок д. Клы́чево; Мошта́уши (Шинга́с) (1897); Ма́лое Клы́чево (1917); Тре́тье Клы́чево (1925).

## География
Улицы: Зелёная, Лесная, Овражная, Шоссейная.
Расстояние до Чебоксар 25 км, до районного центра — посёлка Кугеси — 13 км, до железнодорожной станции 25 км. Деревня расположена на берегах реки Моштаушка.

### Административно-территориальная принадлежность
В XIX веке до 1927 года — в составе Тогашевской волости Чебоксарского уезда, с 1 октября 1927 года в составе Чебоксарского района. Сельские советы: с 1 октября 1927 года деревня находилась в составе Ямбарусовского сельского совета, с 1 октября 1928 года — в составе Клычевского сельского совета, с 1 октября 1959 года — в составе Абашевского сельского совета, с 1 января 2006 года — в составе Абашевского сельского поселения.

## История
Деревня образовалась в XVIII веке как выселок деревни Клычево. Жители — до 1866 года государственные крестьяне; занимались земледелием, животноводством, домашним ремеслом, кулеткачеством, прочими промыслами. В начале XX века действовала водяная мельница. 

В 1920-х годах функционировала инвалидная артель по сапожному производству и ремонту обуви. В 1920—1930-е годы жители деревни участвовали в строительстве автодороги Чебоксары—Канаш. В 1930 году образован колхоз «Самолёт». В 1950 году деревня объединилась вместе с Клычево в колхоз им. Пушкина, с 1959 года — в укрупнённом колхозе им. Ленина с центральной усадьбой в селе Абашево. 

В мае 1927 года несколько семей из деревень и сёл Абашево, Карандайкасы, Кугеси, Клычево, Моштауши, Сирмапоси, Тохмеево, Чиршкасы, Ямбарусово, Янгильдино переселились в Сурские леса (Кармалинский колонизационный фонд) для лесоразработки и ведения сельского хозяйства и основали в Ибресинском районе посёлок Липовка.

## Население
| 2010 | 2012 |
| ---- | ---- |
| 91   | ↗110 |

По данным Всероссийской переписи населения 2002 года в деревне проживали 85 человек, преобладающая национальность — чуваши (98%).

## Уроженцы
- Мишши Уйп (Михаи́л Дани́лович Шуми́лов; 1911, Моштауши — 1970, Чебоксары) — чувашский поэт, прозаик и переводчик, редактор.

## Инфраструктура
Имеется магазин.

## Памятники и памятные места
- Обелиск воинам, павшим на полях сражений 1941—1945 гг. (ул. Лесная)[13].
- Памятный знак в честь Михаила Шумилова (Мишши У́йпа)[14].